# Geoffrey Rees (taekwondo)
Geoffrey Rees es un deportista australiano que compitió en taekwondo. Ganó dos medallas en el Campeonato Asiático de Taekwondo, en los años 1978 y 1982.

## Palmarés internacional
| Campeonato Asiático | Campeonato Asiático     | Campeonato Asiático | Campeonato Asiático |
| Año                 | Lugar                   | Medalla             | Categoría           |
| ------------------- | ----------------------- | ------------------- | ------------------- |
| 1978                | Hong Kong (Reino Unido) | Medalla de plata    | –74 kg              |
| 1982                | Singapur (Singapur)     | Medalla de bronce   | –73 kg              |